# Gasattacken i Ghouta
Gasattacken i Ghouta var ett anfall med kemisk stridsgas under syriska inbördeskriget som utfördes onsdagen den 21 augusti 2013 mot rebellgrupper i Ghouta-regionen, i provinsen Rif Dimashq. I september 2013 rapporterade utredningsgruppen från FN att attacken använt gasen sarin.
FN-utredare har tillsammans med Organisationen för förbud mot kemiska vapen, OPCW, slagit fast att Assads regim är ansvarig över attacken
Oppositionen och medicinska källor angav antalet döda vid attackerna till mellan 322 och 1729 döda och beskrev offer som saknade synliga skador. Attackerna skedde i områden som kontrollerades av oppositionen. Den syriska regeringen och de syriska rebellerna beskyller varandra för attackerna.
Attacken ägde rum bara några få kilometer från en nyligen anländ FN-delegation från UNODA (UN Office for Disarmament Affairs). Efter att från början ha vägrat FN-delegationen, som leddes av svensken Åke Sellström, tillträde gick den syriska regeringen med på att inspektörer fick besöka platsen den 25 augusti.
Uppgifterna om antalet döda skiljer mellan de källor som finns att tillgå, men ger vid handen att detta är den dödligaste gasattacken sedan 1988, när Halabja i irakiska Kurdistan attackerades.

## Attackerna
Gasanfallen ägde rum ungefär 03.00 på morgonen, den 21 augusti 2013, I områden som oppositionen kontrollerar, mestadels jordbruksområden strax öster om Damaskus. Området har varit belägrat av Hizbollah. i månader. De städer som attackerades var Hammuriyah, Arbin, Saqba, Kafr Batna, Mudamiyah, Harasta, Zamalka och Ain Terma. En attack mot Damaskus förort Jobar, som hålls av rebellstyrkor, har också rapporterats.
Läkare utan gränser rapporterade att tre sjukhus i östra Damaskus tagit emot ungefär 3600 patienter med “symptom på nervgift” under mindre än tre timmar på morgonen. USA:s utrikesminister John Kerry har hävdat att oberoende amerikanska undersökningar visat att det fanns rester av nervgasen sarin i prover från offrens blod och hår.
LCCS (Local Coordination Committees of Syria) har hävdat att bland 1338 offer för attacken kom cirka 1000 från Zamalka. Bland sjukhuspersonal ska åtminstone sex personal ha dött medan de behandlade de skadade.
Dagen efter gasattacken, den 22 augusti, bombade den syriska armén Ghouta-området.
Syriens president Bashar al-Assad har kommenterat anklagelserna i CBS News. Enligt CBS reporter Charlie Rose förnekar presidenten ansvaret för gasattacken, men tar på sig ett visst ansvar för att det har hänt.

## Symptom
Vittnen berättade för The Guardian om symptom av typen "människor som sov dog i sina sängar", huvudvärk och illamående, "skum ur offrens munnar och näsor", "en lukt som av vinäger och ruttna ägg", kvävning, "blåfärgade kroppar" och “röda och kliande ögon”.
Richard Spencer från The Daily Telegraph summerade vittnesmålen så här: "Giftet … kan ha dödat hundratals människor, men kvar lämnade det förvirrade, krampande och medvetslösa överlevande.

Symptom rapporterade av befolkningen i Ghouta och läkare på sjukhusen till Läkare utan gränser innefattade "kvävning, muskelkramper och skummande mun, vilket överensstämmer med nervgasförgiftning.

## Uppgifterna om döda
Uppgifter varierade dagarna efter attacken från SOHR:s och MSF:s  återhållsamma uppskattningar 322 respektive 355 döda till amerikanska regeringskällor med 1429 döda  och rebellarmén FSA:s 1729 döda.